# 島路山

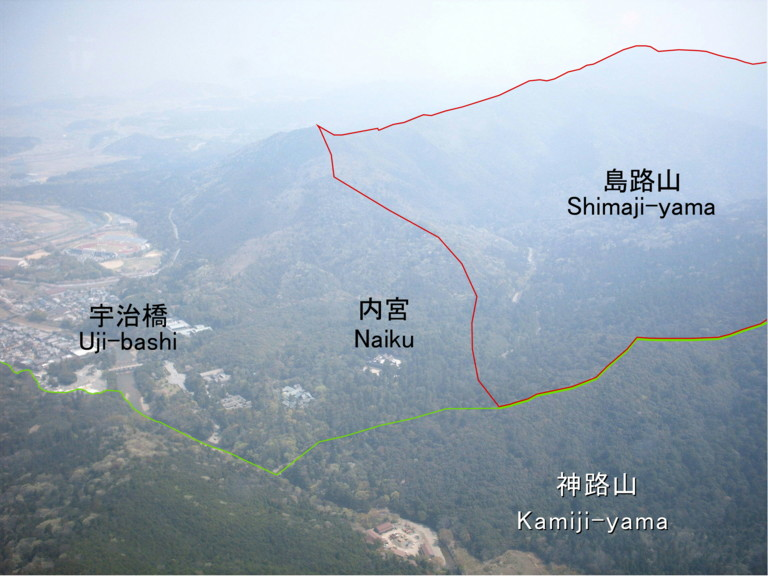
内宮付近の島路山と神路山

島路山（しまじやま）は三重県伊勢市宇治にある山域である。「しまじ」は「志摩へ通じる道」の意味と考えられている。
島路山は南東方面から伊勢神宮の内宮（皇大神宮）へ流れる五十鈴川支流の島路川流域の総称で、流域の稜線の周囲は約20kmである。特別な山頂を意味しないが朝熊山の山頂（555m）と接するほか、いくつかの山頂と接する。
西は五十鈴川流域の神路山と稜線を共有する。伊勢神宮の他の森林と合わせ、神宮林と呼ぶ。
東に鳥羽市河内へ至る山伏峠（498.3m）があり、南には志摩市磯部町へ至る逢坂（おおさか）峠がある。逢坂峠は1965年（昭和40年）に開通した伊勢道路では志摩路（しまじ）トンネルが作られた。
伊勢道路の島路山北部には五十鈴トンネルが作られた。
島路山と神路山にはシカなどの動物が生息しており、伊勢道路などに現れることがある。
島路山は他の神宮林と同様に、古くは神宮式年遷宮に用いるヒノキを調達する御杣山（みそまやま）であったが、これらの森林のヒノキが枯渇したため御杣山は年代により変遷し、木曽と美濃が御杣山となっている。神宮では大正末期から神宮林で檜の植林を行なっているが、間伐材を除けば遷宮に使えるようになるのは2125年からと予定されている。 
島路山ではヒノキの人工林以外に広葉樹も保護されており、学術的に貴重な針広混交林とされる。